# Listă de pictori peruani
Aceasta este o listă de pictori peruani.

## A
- Pablo Amaringo

## H
- Daniel Hernández (pictor)

## R
- Jorge Vinatea Reinoso

## S
- José Sabogal

## V
- Boris Vallejo